# Nevzat
Nevzat ist ein türkischer und albanischer männlicher und weiblicher Vorname persischer Herkunft. Seine Bedeutung lautet der Neugeborene.

## Namensträger

### Männlicher Vorname
- Nevzat Akpınar (* 1968), türkischer Musiker, Komponist und Musikwissenschaftler
- Nevzat Güzelırmak (1942–2020), türkischer Fußballspieler und -trainer
- Nevzat Karakış (* 1960), türkischer Sänger und Musiker
- Nevzat Tarhan (* 1952), türkischer Neuropsychologe und Hochschullehrer
- Nevzat Üstün (1924–1979), türkischer Dichter und Schriftsteller
- Nevzat Yalçın (1926–2012), türkischer Schriftsteller